# Hammartjärnen, Värmland
Hammartjärnen är en sjö i Torsby kommun i Värmland och ingår i Göta älvs huvudavrinningsområde. Sjöns area är 0,013 kvadratkilometer och den är belägen 301 meter över havet.